# Baltic Handball League
Die Baltic Handball League (deutsch Baltische Handballliga) ist eine gemeinsame Männer-Handballliga der baltischen Staaten Estland, Lettland und Litauen sowie Finnland, Belarus und Ukraine. Die Liga wurde 1993 gegründet und hat keine Absteiger oder Europapokalstartplätze.

## Modus
Die Liga ist in zwei Gruppen unterteilt. In der Gruppe A spielen sechs Mannschaften, in der Gruppe B spielen fünf Teams um die ersten Plätze. Die vier besten Mannschaften aus beiden Gruppen qualifizieren sich für das Viertelfinale. In Hin- und Rückspiel geht es dann um die Teilnahme am Final Four.

## Turniere und Teilnehmer
| Jahr      | Teams | 1. Platz    | 2. Platz      | 3. Platz           | 4. Platz             | weitere Teilnehmer |
| --------- | ----- | ----------- | ------------- | ------------------ | -------------------- | --- |
| 2021/2022 | 13    | Viljandi HC | Serviti Pölva | VHC Sviesa Vilnius | HC Dragunas Klaipeda | Dobele, HC Vilnius, SK Latgols Ludza, HK Ogre, Granitas-Karys Kaunas, Varsa-Stronglasas Alytus, HC Kehra, SK Tapa / N.R. Energy, Raasiku/Mistra |

## Meister bis 2021
- 2021 HC Dragūnas Klaipėda
- 2020 nicht ausgetragen
- 2019 Riihimaen Cocks
- 2018 Riihimaen Cocks
- 2017 Riihimaen Cocks
- 2016 Riihimaen Cocks
- 2015 SKA Minsk
- 2014 SKA Minsk
- 2013 SKA Minsk
- 2012 HC Kehra
- 2011 HC Kehra
- 2010 Põlva Serviti
- 2009 HC Dinamo Minsk
- 2008 Põlva Serviti
- 2007 HK ASK Riga
- 2006 HC Kehra
- 2005 GK Newa St. Petersburg
- 2004 HK ASK Riga
- 2003 HK ASK Riga
- 2002 HK ASK Riga
- 2001 SKA Minsk
- 2000 SKA Minsk
- 1999 SKA Minsk
- 1998 SKA Minsk
- 1997 SKA Minsk
- 1996 SKA Minsk
- 1995 SKA Minsk
- 1994 SKA Minsk
- 1993 SKA Minsk